# Dockservis
En dockservis är små kopior av en riktig servis avsedda för lek.

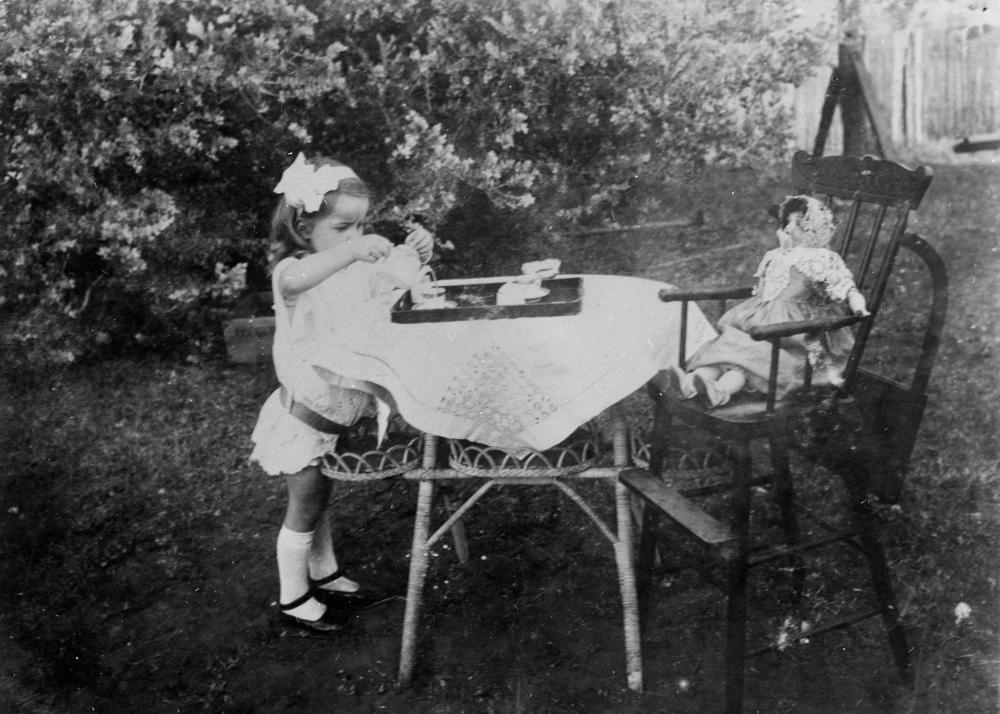
Flicka i Australien serverar dockan te, 1915.

## Historia

### Bakgrund
För barn har lek ofta varit en förberedelse för livet som vuxen. Därför härmar barn vuxna och lär sig i leken. En del av inlärningsprocessen har därför varit leksaker som är kopior av riktiga föremål så som  gunghästar, dockserviser, korkpistoler och trampbilar.

### Gamla Egypten
Miniatyrer av dockserviser gjordes redan i det gamla Egypten, då av lergods. Det är dock inte fastställt om dessa var avsedda för lek eller som gravgåvor.

### Romarriket
De serviser i miniatyrer som gjordes i Romerska riket är fastställda att de var avsedda för lek.

### Medeltiden
Små serviser gjordes av brons och tenn under medeltiden. Dessa tillverkades företrädesvis i ett land som annars är kända för tillverkning av leksaker i trä och metall Tyskland. Det fanns också smeder som tillverkade dockserviser i guld och silver, dessa serviser tillverkades dock i första hand för se unga europeiska prinsessorna.

### 1700-talet

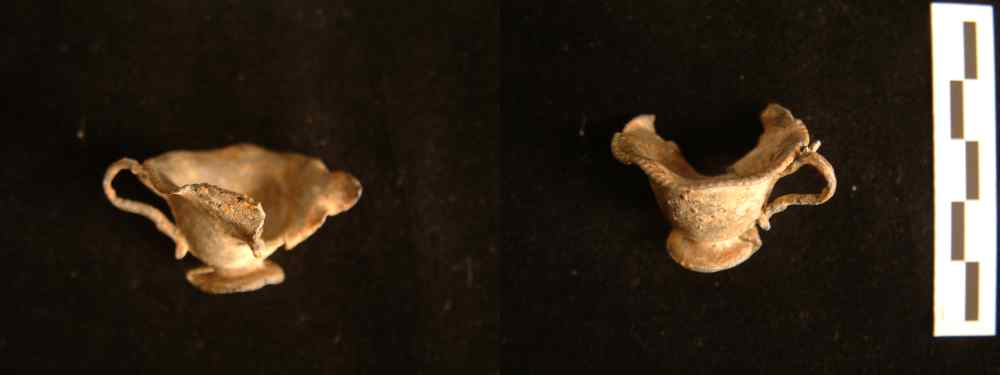
Leksaksservis från sekelskiftet 1700/1800-talet.

I början av 1700-talet hade var dockserviserna ännu inte en spridd leksak, men i och med industriella revolutionen tog tillverkningen av miniatyrserviser fart mot slutet av 1700-talet. Majoriteten av de större europeiska porslinstillverkarna gjorde då teserviser för barn, men de kunde också beställas från Kina genom de ostindiska kompanierna. En av de svenska tillverkarna som gjort dockserviser sedan 1700-talet är Rörstrand, dessa var dock dyra och endast de mer välbeställda barnen hade råd med dessa serviser.

### 1800-talet
Under 1850-talet fick dockserviserna bredare spridning bland barn, detta utifrån vad som kunnat utläsas från rapporter om utställningarna som hölls under 1800-talet. Framförallt verkar det vara den universella utställningen 1855 som var startpunkten för  expansionen. Men det var inte enbart dockserviser som blev mer etablerat utan hela leksaksindustrin genomgick en extraordinär tillväxt på mindre än 20 år och blev en "ekonomisk verksamhet i sin egen rätt".

### Efter andra världskriget
Plastproduktionen förändrades efter andra världskriget. Dels började olja användas vid tillverkningen  och dels introducerades nya varianter av plast. Därför ändrades också förutsättningarna, exempelvis blev det lättare att gjuta plasten till olika former och ändra färg. Dessutom blev plasten billigare. De ändrade förutsättningarna tog leksaksindustrin till sig och under 1950-talet presenterades till exempel både legobitar och  Barbiedockor. Därefter har en stor del av dockserviserna tillverkats av plast.